# Bülows Dragonregiment
Bülows Dragonregiment (på svenska: Bülows dragonregemente), även känt som Det Ungarske Dragonregiment var ett danskt dragonregementeregemente som var verksamt under olika namn mellan 1700 och 1714 då det inlemmades i Württemberg-Oels Dragonregiment.

## Historia
Regementet bildades i Kolding i juni 1700 i och med det stora nordiska krigets utbrott som ett värvat regemente uppsatt av överste Christian Rodsteen och benämndes därmed Rodsteens Dragonregiment. Samma år slogs regementet samman med det Holstenske Dragonregiment under Rodsteens befäl och sändes till Sachsen. År 1701 skildes regementena återigen och Rodsteen blev med sitt ursprungliga regemente en del av den kår som utlånades av den danska kronan till att deltaga i spanska tronföljdskriget. Under den tysk-romerske kejsaren Josef I sändes förbandet till Italien. Under belägringen av Mantua 1702 sårades Rodsteen och var tvungen att återvända till Danmark. Strax efter Mantua inträffade överfallet på det kejserliga kavalleriets läger samt slaget vid Luzzara. Dessa strider och framförallt Slaget vid Luzzara ledde till mycket stora danska förluster och endast hälften av den ursprungliga danska styrkan var därför stridsduglig. På våren marscherade de danska trupperna genom Tyrolen till Linz där de 1703 förenades med nyuppsatta danska förband. Regementet förblev i Linz till våren 1704 då det avmarscherade till Ungern för att delta i kampen mot Rákóczys ungerska uppror. Vintern 1704-1705 tillbringades i kvarter i det fientliga Bayern och 1705 återvände trupperna till Ungern och spelade där en avgörande roll i slaget vid Zsibó där de avsuttna danska dragonerna på vänstra flygeln lyckades storma de ungerska skansarna. 
Året därpå fick kejsaren allt svårare att avlöna trupperna och den danske kungen Fredrik IV började därför förhandla om truppernas återgång till hemlandet. Målsättningen var att använda dem i en kommande invasion av Skåne då den danske kungen planerade att åter ge sig in i stora nordiska kriget. Efter långa förhandlingar tilläts detta också 1708 och sommaren 1709 avmarscherade den danska kontingenten från Ungern. Vid återkomsten utsågs Reimar Hans von Bülow till chef för dragonregementet som efter den långa tiden i Centraleuropa mestadels bestod av tyskar och ungrare. Förbandet kom därför att benämnas av olika varianter av Bülows Dragonregiment, Det Ungarske Dragonregiment eller Bülows Ungerske Dragoner. År 1710 utsågs von Bülow till brigadgeneral och befälet för regementet övertogs av Ernst Gottschalck von Bülow. Han skickades dock till Själland för att organisera förstärkningar och tillförordnad chef under fälttåget blev istället den nästkommenderande, överstelöjtnant Magnus Ernst Prehn. Fälttåget i Skåne slutade i det katastrofala danska nederlaget vid slaget vid Helsingborg den 28 februari 1710. Under slaget var regementet placerat på den danska  vänstra flygeln som sakta försvagats och stod utan chef då flera trupper förflyttats till de avgörande striderna på högra flygeln tillsammans med flygelns chef, Frantz Joachim von Dewitz. När stridigheterna i slutet av slaget nådde den vänstra flygeln kunde de kvarvarande regementena inte bjuda något större motstånd och regementet tvingades retirera till Helsingborg.
Efter slaget vid Helsingborg fortsatte dock det stora nordiska kriget att rasa vidare och regementet kom att delta vid Slaget vid Wismar 1711 och Slaget vid Gadebusch 1712. Den 25 maj 1714 upphörde regementet och inlemmades i Württemberg-Oels Dragonregiment.

## Förbandschefer
- Christian Rodsteen, från juni 1700
- Philip Ditlev Trampe, 1704 till 1706
- Frederik Gersdorff, från 1706
- Reimar Hans von Bülow, från 1708
- Ernst Gottschalck von Bülow, från 1710 till 5 december 1711 (stupad vid Wismar)
- Ditlev Holsten, från december 1711 till 25 maj 1714

Källa: Rigsarkivet